# Јемен на Светском првенству у атлетици на отвореном 2019.
Јемен је учествовао на 17. Светском првенству у атлетици на отвореном 2019. одржаном у Дохи од 27. септембра до 6. октобра четрнаести пут. Репрезентацију Јемена представљао је један атлетичар који се такмичио у трци на 200 метара.,
На овом првенству такмичар Јемен није освојио ниједну медаљу али је оборио национални и лични рекорд.

## Учесници
Мушкарци:
- Ахмед Ал-Јари — 200 м

## Резултати

### Мушкарци
| Атлетичар     | Дисциплина | Лични рекорд | Квалификације | Квалификације | Полуфинале           | Полуфинале           | Финале               | Финале       | Детаљи |
| Атлетичар     | Дисциплина | Лични рекорд | Резултат      | Место         | Резултат             | Место                | Резултат             | Место        | Детаљи |
| ------------- | ---------- | ------------ | ------------- | ------------- | -------------------- | -------------------- | -------------------- | ------------ | ------ |
| Ахмед Ал-Јари | 200 м      |              | 22,37 НР, ЛР  | 8. у гр. 6    | Није се квалификовао | Није се квалификовао | Није се квалификовао | 49 / 50 (53) |        |